# 목부풍운
《목부풍운》(중국어 간체자: 木府风云, 정체자: 木府風雲, 병음: Mù fǔ fēng yún 무푸펑윈[*], 영어: Turbulence of the Mu Clan / The Mu Saga 털부런스 오브 무 클랜 /더 무 사가[*])은 중국의 텔레비전 드라마.

## 등장 인물
- 판훙(潘虹) : 나씨녕(羅氏寧) 역
- 뤼량웨이(吕良伟) : 목청(木青) 역
- 우영광(于荣光) : 목융(木隆) 역
- 주효어(朱晓渔) : 목증(木增) 역
- 추자현: 아늑구(阿勒邱) 역